# Coût d'opportunité
Le coût d'opportunité (de l'anglais opportunity cost), également appelé coût d'option, coût alternatif, coût de substitution, coût de renonciation ou encore coût de renoncement,,
désigne, lorsqu'on procède au choix d'affecter ses ressources à un usage donné au détriment d'autres usages possibles, la perte des biens auxquels on renonce par ce choix. C'est le coût d'une chose estimé en termes d'opportunités non réalisées, ou encore la valeur de la meilleure autre option non réalisée.
Le coût d'opportunité sert à mesurer le gain relatif entre deux (ou plus) opérations concurrentes. La notion de coût d'opportunité existe quel que soit le cadre de mesure des pertes et des gains, mais le résultat dépendra de ce cadre, qui peut être monétaire ou autre. Il s'applique dans la vie quotidienne (choisir de prendre le train ou la voiture ? la route ou l'autoroute ? aller au cinéma ou au restaurant ? etc.) que dans la vie économique, où il explique notamment le choix que peut faire la direction d'un groupe de fermer une entreprise pourtant rentable, lorsqu'elle peut faire un usage encore plus rentable des ressources ainsi libérées. Le cadre de mesure implique obligatoirement des options qui ne se réaliseront pas (ou, ne se sont pas réalisées, si le calcul est fait après les événements), et donc des hypothèses ; ces hypothèses doivent inclure les éléments de risques.
Le coût d'opportunité est souvent confondu avec le profit économique, qui désigne pour sa part ce qu'un choix rapporte en plus par rapport au meilleur des autres choix.
En matière de gestion, le coût d'opportunité d'un investissement est le coût de la non-réalisation d'un investissement. Il est mesuré par la rentabilité attendue des fonds investis (ou de l'affectation d'immobilisations à d'autres utilisations, comme, la location d'un terrain disponible). Ce critère est l'un de ceux utilisés dans les choix d'investissement. En principe, le profit doit être au minimum égal au coût d'opportunité.
En matière de finance, c'est la rentabilité qu'aurait un placement de même risque que celui réalisé ou envisagé. Il sert à faire des arbitrages entre placements.
En économie (macroéconomie), il est bon de tenir compte des externalités positives et négatives pour établir un coût d'opportunité complet.
L'application du concept de coût d'opportunité conduit à la recherche des coûts cachés de toute décision économique. La négligence de ce concept conduit à des sophismes économiques courants décrits au XIXe siècle par Frédéric Bastiat dans son ouvrage Ce qu'on voit et ce qu'on ne voit, le plus célèbre exemple étant la « vitre brisée ».

## Exemples

### Choix et coût d'un mode de transport
Hypothèses : 
1. Votre budget consacré au transport est limité, les sommes ci-dessous représentant donc une valeur (chaque euro procure une certaine satisfaction).
2. Vous habitez dans la banlieue d'une ville, vos options raisonnables pour vous rendre en ville sont la voiture et le bus.
3. En prenant la voiture pour vous rendre en ville, vous dépensez 1,50 € en frais divers en essence, usure des pneus, huile, parking, risque d'accident, etc., alors que le billet de bus vous coûte 1,00 €.

Dans ces hypothèses, le bus est la meilleure option (son coût d'opportunité est donc nul), et le coût d'opportunité d'utiliser la voiture est la différence entre les frais d'usage de ce véhicule et ceux du bus, soit 0,50 € (1,50 - 1,00 = 0,50).
Le choix d'utiliser la voiture ne se justifiera donc que si elle présente des avantages (nets des inconvénients supplémentaires, comme par exemple le besoin d'une place de parking) par rapport au bus qui valent au moins cette somme.

### Choix entre travail et loisirs (arbitrage, ou "le temps c'est de l'argent")
Comprendre le coût d'opportunité permet de maximiser le retour sur temps investi (ROTI). Le coût d'opportunité représente les bénéfices potentiels manqués lors du choix d'une alternative plutôt qu'une autre. En termes d'investissement de temps, il s'agit de considérer d'autres activités précieuses qui auraient pu être entreprises. L'évaluation des coûts d'opportunité aide les individus et les organisations à prendre des décisions éclairées sur l'allocation du temps pour garantir le ROTI le plus élevé possible, évitant ainsi de passer du temps sur des tâches à faible valeur ajoutée.
Hypothèses :
1. Un individu dispose de 16 heures par jour qu'il peut affecter soit au travail, soit à ses loisirs (il ne peut pas faire les deux en même temps, et il fait forcément l'un ou bien l'autre). Le reste du temps est pris par le sommeil et autres besoins corporels.
2. Son option la plus lucrative en terme de travail lui rapporte, de façon fixe, 10 € par heure, à volonté et sans autre limite que celle indiquée plus haut.

Combien coûte chaque heure de loisir au sens économique ? Si l'individu passe une heure de loisir, ce sera une heure où il ne pourra pas travailler, et donc il va renoncer à gagner 10€ et à la satisfaction correspondante. Le coût d'opportunité des loisirs est donc de 10 €.
Dans cet exemple basique, une heure de loisir coûte (fait manquer le gain de) 10 €.
Pour aller plus loin, on peut supposer que chaque heure de loisir rapporte une certaine satisfaction. Ainsi, l'arbitrage est plus délicat, car il doit choisir entre 2 choses qui lui apportent une satisfaction, à savoir de l'argent ou du plaisir. Dans la théorie économique classique on dit que les préférences sont convexes, c'est-à-dire que la satisfaction retirée de la première heure de loisir est supérieure à la satisfaction retirée de la 8ème heure de loisir. Ainsi, dans notre exemple, il est probable que l'individu voudra travailler 8 heures par jour, pour gagner 80 euros, et passer 8 autres heures pour ses loisirs. (voir également les axiomes sur les préférences et la rationalité des choix)

### Coût d'opportunité d'un billet gratuit
Hypothèses : 
- Vous avez un ticket gratuit pour assister à un concert d'Eric Clapton. Vous ne pouvez pas céder ce ticket à quelqu'un d'autre : si vous ne l'utilisez pas il sera perdu.
- Bob Dylan se produit également en concert ce soir-là, au prix de 40 €, et il s'agit, pour vous, de la meilleure option parmi les autres activités possibles. Par ailleurs, vous seriez toujours prêt à payer un maximum de 50 € n'importe quel soir pour aller voir Bob Dylan, ce qui revient à dire que la satisfaction du concert Bob Dylan est pour vous de 50 €.

Question : quel est le coût d'opportunité associé au concert d'Eric Clapton ?
Réponse : 
1. si vous allez au concert de Bob Dylan vous perdez 40 € (le prix du billet) et vous gagnez une satisfaction de 50 €, soit une valeur nette de 10 €. Cette option présente pour vous une valeur ajoutée nette de 10 €. C'est ce que vous perdez en n'adoptant pas cette option.
2. si vous allez au concert Eric Clapton, vous perdez cette valeur nette de 10 €, plus le prix du billet Clapton (nul, en l'occurrence) soit au total 10 € : c'est le coût d'opportunité. Il s'agit de l'avantage auquel vous renoncez en assistant au concert d'Eric Clapton. Vous décidez si le concert Clapton vaut plus de 10 € : si oui, c'est une option meilleure que le concert Dylan; sinon, il vaut encore mieux jeter le billet gratuit.

### Investissementfinancier
Supposons un taux de profit de 5 % dans un secteur de production quelconque (représentant donc un certain risque). Ceci signifie que sur les 10 firmes de ce secteur, les 10 ont (en moyenne) une rentabilité de 5 % par an pour le même risque.
Vous êtes un investisseur et vous souhaitez placer votre argent : 100 000 €. Vous êtes intéressé par ce secteur, et tout particulièrement par une entreprise qui vous parait plus prometteuse que les autres (pour des raisons x ou y).
Vous choisissez donc de placer dans cette entreprise, mais à la plus grande surprise, elle n'a une rentabilité que de 4 % ! Ce qui fait 4 000 € de gains.
Outre le fait que vous soyez déçu, le coût d'opportunité ici est de 1 %. En effet, si vous aviez placé dans une autre entreprise du secteur (avec donc le même risque), vous auriez gagné la somme de 5 000 €.
C'est aussi cette notion de coût d'opportunité qui explique pourquoi des entreprises réalisant un profit (comptable) font quand même le choix de fermer ou de réduire leur activité : elles calculent que les sommes employées à l'activité rapporteraient plus si elles étaient employées à autre chose. Ce calcul se fait en comparant les gains de l'option actuelle au coût d'opportunité de l'alternative.
La sphère monétaire serait donc liée à la sphère réelle (débat qui anime les économistes, voir la théorie quantitative de la monnaie).

## Analyse de la notion
Dans tous les cas, la notion de coût d'opportunité suppose qu'il y a un choix, qu'on ne peut pas tout faire. Par exemple, s'il était possible à la fois d'aller au concert de Dylan et à celui de Clapton, il n'aurait eu aucun coût d'opportunité : il serait possible d'aller voir les deux, tout simplement. La notion de coût d'opportunité rentre dans le cadre de l'économie définie comme « science de l'allocation des ressources rares ».
Le temps et l'espace sont deux éléments qui manquent facilement, ils sont deux bons exemples de facteurs justifiant un coût d'opportunité. Plus généralement, l'opinion courante des économistes est que le coût d'opportunité ne peut trouver son application que dans le cas de ressources « rares », c’est-à-dire limitées. Cela a conduit certains économistes à limiter l'objet de l'économie à des situations de ressources « rares » (on retrouve encore la trace de cela dans tous les manuels d'économie).

### Historique de la notion
Le coût d'opportunité est associé à une controverse célèbre entre économistes du début du siècle dernier, controverse opposant les économistes britanniques disciples de Marshall et les économistes continentaux du courant néo-autrichien :
- Pour les Britanniques[Qui ?], le coût est une notion technique, c'est la dépense nécessaire pour produire quelque chose.
- Pour les Autrichiens, le coût résulte de la demande car c'est elle qui fixe le niveau de production en fonction de la disposition à payer ce coût de la part des acheteurs. Cette demande dépendant de la satisfaction retirée par les acheteurs, c'est en définitive l'utilité et non la technique qui fait le coût des choses. Dans ce contexte la notion de coût d'opportunité est une machine de guerre théorique des néo-autrichiens visant à ruiner la notion technologique de coût des Britanniques. Le coût d'opportunité est ce à quoi renonce l'acheteur en termes de satisfaction en acceptant de payer le coût de l'option qu'il choisit en définitive.

### Coût d'opportunité et situation de risque
La notion de coût d'opportunité est indépendante de celle de risque, mais les calculs dans chaque cas supposent, en situation de risques, que ces derniers soient pris en compte pour rendre comparables des options présentant des risques différents. Cela se fera en ajoutant les notions de risque et prime de risque.
Il faut aussi prendre en compte le fait que les éléments extérieurs ne sont pas statiques, ce qui peut influer sur la satisfaction des choses (par exemple une voiture ne produit de satisfaction que s'il y a des routes, s'il n'y en a pas elle ne sert à rien ; or les routes sont des éléments extérieurs à la voiture) ; ceci se traduit par l'expression "toutes choses étant égales par ailleurs (ou Ceteris paribus pour les latinistes)", qui est donc utilisée pour présenter un risque nul (non changement de la situation globale dans le temps).